# Betzmannsdorf
Betzmannsdorf is een plaats in de Duitse gemeente Heilsbronn, deelstaat Beieren, en telt 38 inwoners (2007).